# Vítězslav Nezval
Vítězslav Nezval (ur. 26 maja 1900 w Biskoupkach koło Třebíča na Morawach, zm. 6 kwietnia 1958 w Pradze) – czeski poeta, prozaik i tłumacz, współtwórca poetyzmu, przedstawiciel czeskiego surrealizmu.

## Zarys biografii
Był synem wiejskiego nauczyciela. Imię otrzymał na cześć Vítězslava Hálka. Studiował prawo w Brnie i filozofię w Pradze, studiów jednak nie ukończył. Był uczniem F. X. Saldy. Pod wpływem antologii współczesnych poetów francuskich dał początek nowemu kierunkowi poetyckiemu – poetyzmowi, charakterystycznemu dla czeskiej lewicy skupionej wokół grupy Devětsil. W 1922 razem z Karolem Teige przystąpił do Devětsilu, jednak już w 1924 od niego się zdystansował. W tymże roku wstąpił do Komunistycznej Partii Czechosłowacji, której odtąd był aktywnym członkiem. Przejściowo (1925) był sekretarzem wydawnictwa encyklopedycznego Masarykův slovník naučný. Później całkowicie poświęcił się pracy twórczej.
W 1934 założył w Pradze Grupę Surrealistów, rozwiązał ją jednak po wystąpieniu paryskich surrealistów przeciwko partii komunistycznej. Utrzymywał szerokie kontakty z działaczami i pisarzami radzieckimi, w 1934 był delegatem na ich zjazd. Publikował m.in. w prasie lewicowej („Rudé právo”, „Tvorba”, „Odeon”, „Nové scéna”, „Lidové Noviný”). Podczas wojny działał w antyfaszystowskiej Gminie Pisarzy Czeskich.
Zmarł nagle w domu podczas świąt wielkanocnych, najprawdopodobniej na zawał serca. Pochowano go na Cmentarzu Wyszechradzkim.

## Nagrody
- Nagroda państwowa im. Klemensa Gottwalda
- Tytuł Artysty Narodowego (1953)
- Złoty medal Światowej Rady Pokoju (za poemat Pieśń pokoju)

## Twórczość
Debiutował w 1922 tomikiem wierszy Most. Z radykalizmem przekonań łączył nowatorstwo formy. W latach 20. był jednym z głównych przedstawicieli czeskiego poetyzmu. Pod względem twórczym wykazywał stopniową metamorfozę, przechodząc od witalistycznej poezji młodzieńczej do surrealizmu. Z czasem jego poezja odchodziła od barwnych metafor, skojarzeń i beztroski, mających służyć za wzór proletariatowi, by skłonić się ku gorzkiej refleksji nad światem technicznej cywilizacji, a także odnajdywaniu głębin ludzkiego wnętrza w wizjach surrealistycznych. Po zerwaniu z nadrealizmem powrócił do poezji dyskursywnej i klasycznych form wypowiedzi, takich jak ballada czy sonet. W twórczości dawał wyraz poglądom antyfaszystowskim. 
Po wojnie jako zagorzały komunista zwrócił się ku socrealizmowi, dając mu wyraz przede wszystkim w utworach Stalin (1949) i Wielki zegar ratusza (Veliký orloj 1949), atakującym „burżuazyjną” mentalność. Pisał również dramaty, z których najbardziej znanym był Manon (1940), inspirowany powieścią Prévosta.
Był autorem książki dla dzieci Ania Skrzatek i Słomiany Hubert (Anička skřítek a Slaměný Hubert), na podstawie której powstał czechosłowacki animowany serial telewizyjny oraz spektakl Teatru Lalki i Aktora „Kubuś” w Kielcach zaprezentowany 2 stycznia 1974 podczas III Telewizyjnego Festiwalu Widowisk Lalkowych dla Dzieci.

## Wybór utworów

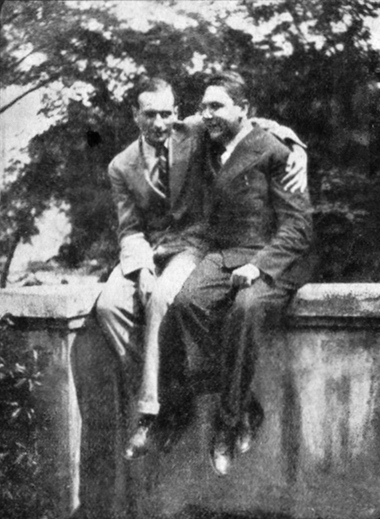
Vítězslav Nezval (po prawej) z poetą Philippe Soupault (z lewej)

- Cudowny czarodziej (Podivuhodný kouzelník, 1922)
- Pantomima (1924)
- Abecadło (Abeceda)
- Papuga na motocyklu (Papoušek na motocyklu) – manifest poetyzmu
- Mały ogród różany (Menší růžová zahrada, 1926)
- Akrobata (Akrobat, 1927)
- Edison (1928)
- Wiersze do nocy (Básně noci, 1930)
- Sylwestrowa noc (Silvestrovská noc)
- Sygnał czasu (Signál času)
- Żegnaj i chustka w dłoni (Zbohem a šáteček, 1934)
- Kobieta w liczbie mnogiej (Žena v množném čísle, 1936)
- Absolutny grabarz (Absolutní hrobař, 1937)

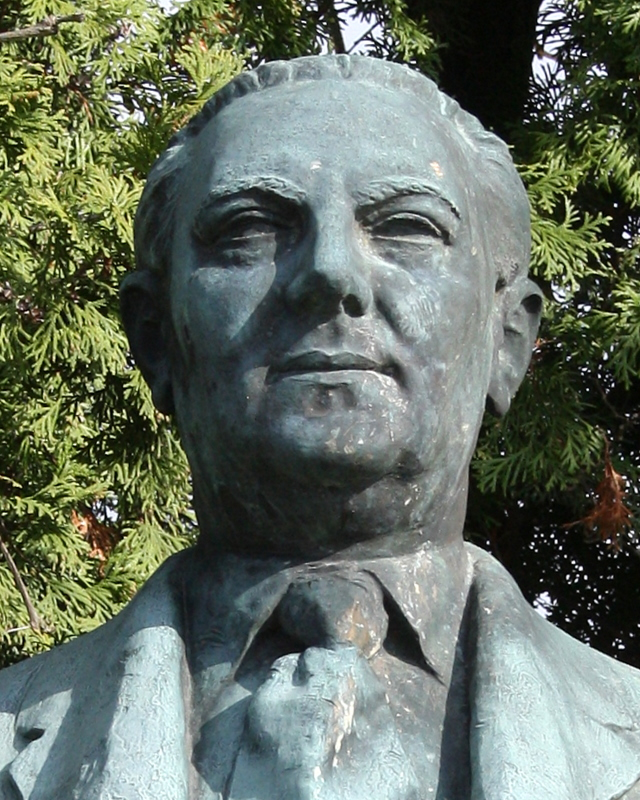
Popiersie pisarza w Dalešicach

- Popiersie pisarza w DalešicachZ mojego życia (Z mého života) – pamiętnik pisarza
- Matka nadziei (Matka naděje, 1938)
- Praski przechodzeń (Pražský chodec, 1938)
- Obraz historyczny (Historický obraz, 1939)
- Pięć minut za miastem (Pět minut za městem, 1940)
- Pieśń pokoju (Zpěv míru, 1950)
- Chabry i miasta (Chrpy a města, 1955)

## Polskie przekłady
Na język polski wiersze i poematy Vítězslava Nezvala tłumaczyli między innymi Kazimierz Andrzej Jaworski, Jarosław Iwaszkiewicz, Anna Kamieńska, Józef Waczków i Adam Włodek.